# IBC岩手放送
IBC岩手放送（日语：／ Kabushiki-gaisha IBC Iwate Hōsō */?）是日本的一家以岩手縣為廣播地域的電視台兼廣播電台，是岩手縣唯一兼營中波廣播和電視業務的民營廣播公司。簡稱IBC。廣播服務開始提供于1953年12月25日，呼號是JODF，是JRN及NRN聯播網成員。電視服務開始提供于1959年9月1日，呼號為JODF-DTV，為TBS電視台系列電視聯播網JNN的成員。

## 外部連結
- IBC岩手放送 （页面存档备份，存于） - 官方網站
- IBC岩手放送的X（前Twitter）
- IBC岩手放送的Facebook專頁
- 【公式】IBC岩手放送的Instagram帳戶
- YouTube上的IBC岩手放送頻道
- Iwate Broadcasting - TMDb